# Brasil (Costa Rica)
Brasil è un distretto della Costa Rica facente parte del cantone di Santa Ana, nella provincia di San José.